# 和泉市立伯太小学校
和泉市立伯太小学校（いずみしりつはかたしょうがっこう）は、大阪府和泉市伯太町二丁目にある公立小学校。
熊野古道（小栗街道）を正門にむかえる。

## 沿革
- 1873年5月1日 - 堺県第十七番小学校として創立
- 1947年4月1日 - 和泉町立伯太小学校に改称
- 1951年 - 現在地に移転
- 1956年 - 和泉町の市制施行により、和泉市立伯太小学校に改称。
- 1970年 - 和泉市立黒鳥小学校を分離
- 1980年 - 和泉市立池上小学校を分離
- 2010年 - 西校舎と南校舎の耐震工事
- 2016年 - 体育館が改装

## 通学区域
- 和泉市伯太町
- プレミスト(マンション）
- 卒業生は基本的に和泉市立和泉中学校へ進学する。

## 交通
JR西日本阪和線 和泉府中駅徒歩約20分、信太山駅徒歩約15分